# مزیجان
روستای مزیجان یکی از روستاهای بزرگ از توابع بخش اسیر در شهرستان مهر در استان فارس است. در گذشته شغل بیشتر مردم کشاورزی و دامداری بوده‌است ولی در حال حاضر بیشتر مردان این روستا در عسلویه و شهرهای همجوار که در نزدیکی آن قرار دارند مشغول به کار هستند.
روستای مزیجان یکی از روستاهای بزرگ شهرستان مهر می‌باشد.
جمعیت آن حدود ۱۵۰۰ نفر و بیش از ۳۰۰ خانوار می‌باشد.
همهٔ ساکنان آن شیعه و به زبان پارسی غلیظ صحبت می‌کنند. این روستا در کنار بزرگ‌ترین نخلستان منطقه (مخدان) واقع شده‌است. این نخلستان از مزیجان شروع شده و تا وراوی امتداد دارد.
این روستا با قدمتی نه چندان دیرینه است که بیشتر اهالی آن از داراب و لار فارس به این مکان کوچ کرده‌اند. که از سمت شمال به شهر اسیر و در جهت غرب به شهر گله دار امتداد می‌گردد
مزیجان امکانات مطلوبی نسبت به سایر روستاها دارد که می‌توان به پمپ بنزین، خانه بهداشت، نانوایی، مهد کودک، دبیرستان متوسطه اول دخترانه حضرت معصومه، مدرسه ابتدایی پسرانه شهید هنرمند، مدرسه ابتدایی دخترانه عفت، زمین چمن مصنوعی و… اشاره کرد.